# Theater am Schiffbauerdamm
Il Theater am Schiffbauerdamm è un teatro di Berlino sito sulla riva del fiume Sprea, Schiffbauerdamm, nel distretto di Mitte: Aperto il 19 novembre 1892, fino al 1954 ha ospitato gli spettacoli della compagnia teatrale Berliner Ensemble, fondata nel 1949 da Helene Weigel e Bertolt Brecht.

## Storia
Il nome originale del teatro neobarocco, progettato dall'architetto Heinrich Seeling, era Neues Theater ("Teatro nuovo"). La prima opera ad essere rappresentata fu Ifigenia in Tauride di Johann Wolfgang von Goethe. Il celebre dramma naturalistico di Gerhart Hauptmann I tessitori (Die Weber) fu recitato qui in anteprima a porte chiuse il 26 febbraio 1893. Dal 1903 al 1906 il teatro fu gestito da Max Reinhardt; in un secondo momento divenne sede di rappresentazione di numerose operette.
Con la prima della commedia Der fröhliche Weinberg di Carl Zuckmayer, il 22 dicembre 1925, il teatro tornò all'arte drammatica, a cui seguirono le prime de L'opera da tre soldi (Die Dreigroschenoper) il 31 agosto 1928 e di Italienische Nacht di Ödön von Horváth il 20 marzo 1931. Bertolt Brecht vi rappresentò la commedia Pionieri a Ingolstadt di Marieluise Fleißer il 30 marzo 1929, provocando uno scandalo. Il teatro vide il debutto di Gustaf Gründgens, con la regia di Jean Cocteau, dell'Orphée e della compagnia Truppe 31 di Gustav von Wangenheim.

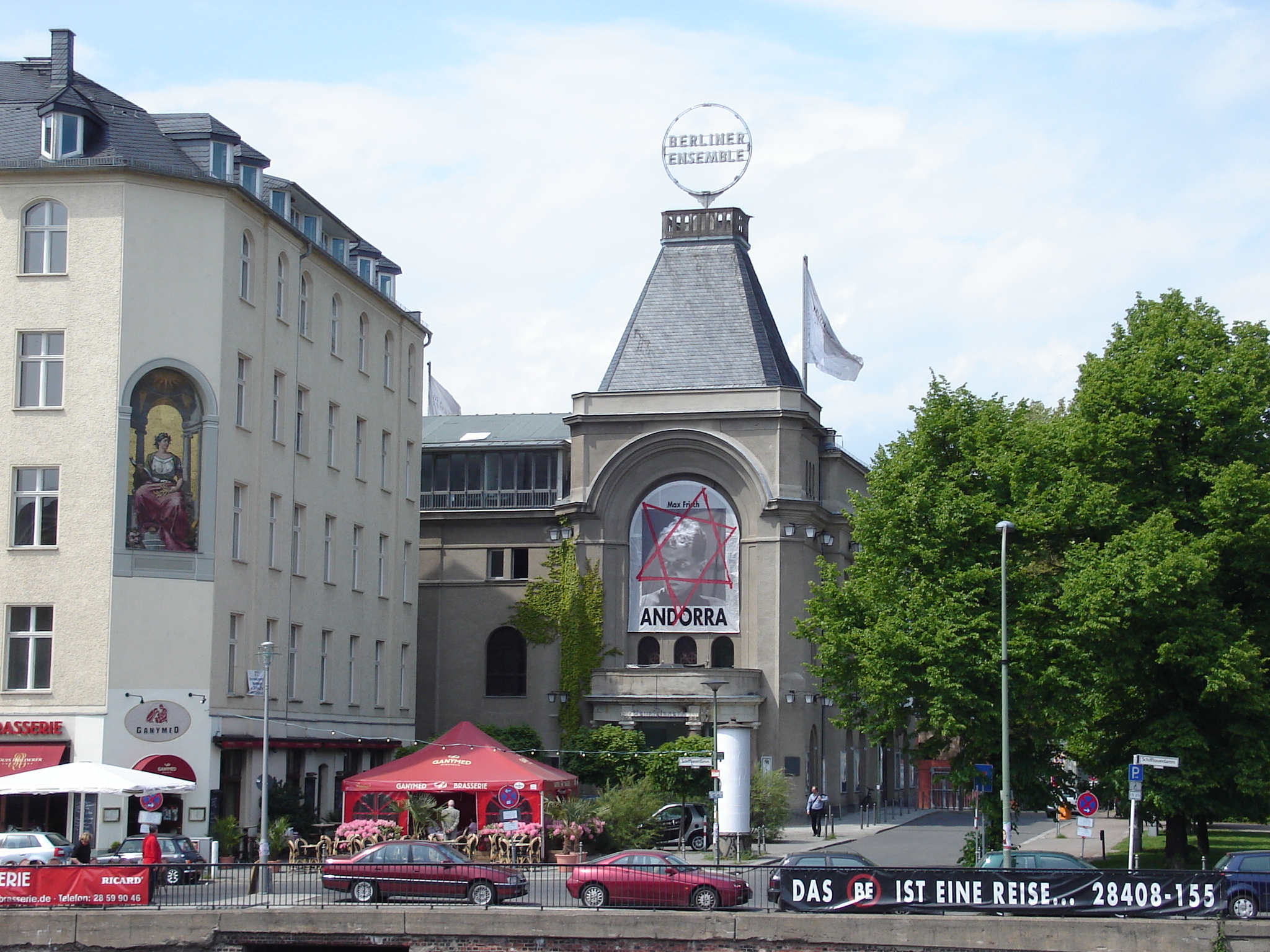
Theater am Schiffbauerdamm, visto dalla Sprea

Dal 1931 il teatro venne ribattezzato Deutsches Nationaltheater am Schiffbauerdamm. Fra gli attori più noti che ne hanno calcato le scene si ricordano Lotte Lenya, Carola Neher, Hilde Körber, Helene Weigel, Ernst Busch, Ernst Deutsch, Kurt Gerron, Theo Lingen e Peter Lorre. Con la presa del potere da parte del nazismo, nel 1933, il teatro andò declinando e chiuse definitivamente nel 1944.
Riaprì dopo la fine della seconda guerra mondiale e venne rilevato da Bertolt Brecht. Oggi è considerato uno dei teatri più ricchi di fascino della Germania e l'edificio è attualmente in fase di conservazione storica.